# Soltszentimre
Soltszentimre is een plaats (község) en gemeente in het Hongaarse comitaat Bács-Kiskun. Soltszentimre telt 1440 inwoners (2002).